# ロートル
ロートルは、中国語で年寄り・老人という意味の老頭児（繁体字: 老頭兒、簡体字: 老头儿、拼音: lǎotóur、注音: ㄌㄠˇㄊㄡˊ）という語を由来とする単語。中国語の発音としては「ラオトウ」あたりの方が近く声調も上下するので、日本人が普通に「ロートル」と発音しても中国人には通じない。

## 日本語での使用例
日本では、昭和40年代頃まで会話で俗語・隠語としてよく使われた言葉で、昭和50年代になっても極めてまれではあるが使われることがあった。単に老人を指すのではなく否定的な意味合いでいう言葉である。
話者が相手や第三者に対して言う場合が多いが、かなりきつい罵倒から、親しい仲であれば軽い嘲笑まで、ニュアンスは幅広い。また話者が自嘲を込めて使う場合もあった。
- ex:「ロートルはすっこんでろ」「あの人はもうロートルだろ」「オレみたいなロートルの出番じゃないよ」

文章の上では通常はカタカナ表記である。

## スポーツ界でのロートル
日本のスポーツの世界では、しばしばロートルという言葉が使用された。意訳して「役立たず」「時代遅れ」等の否定的な意味合いで、中心選手から外されても、いつまでも現役にこだわるベテラン選手を指して使用されたが、ベテラン選手の活躍もあってか最近ではあまり使用されなくなった。
スポーツ界だけでなく、PCユーザーの間でも型落ちして非常に旧式化したパソコンなどに対しても、ロートルマシンということがある。

## 中国語での用法
日本では否定的ニュアンスで用いられることの多かった「ロートル」だが、本来の中国語では、罵倒表現の「老頭子（繁体字: 老頭子、簡体字: 老头子、拼音: lǎotóuzǐ、注音: ㄌㄠˇㄊㄡˊㄗˇ）」などに比べると老人への親しみを込めた表現である。